# Bring It On: Fight to the Finish
Bring It On: Fight to the Finish (Triunfos robados 5: pelea hasta el final en Hispanoamérica y A por todas: La lucha final en España) es una película estadounidense de comedia adolescente del 2009, la película fue estrenada directamente en DVD, protagonizada por Christina Milian, Cody Longo, Vanessa Born, Dennis Gabrielle y Rachele Brooke Smith. Dirigida por Bille Woodruff, la película es la quinta película de la serie de películas Bring It On. El DVD y Blu-ray fueron  estrenados  el 1 de septiembre del 2009.

## Sinopsis
Lina Cruz es una ruda chica latina que lidera a un talentoso equipo de porristas, con sueños de ganar el campeonato Spirit de All-Stars. Sin embargo, su mundo se pone de cabeza cuando su madre se casa nuevamente y, debido a esta decisión, Lina se traslada de las calles urbanas del este de Los Ángeles al lujoso barrio de Malibu. Ahí conoce a su nueva media hermana, Sky, quien es muy insegura y tímida, pero tiene buen corazón y, desde el principio trata de ganarse la amistad de Lina, pero ella no le hace mucho caso. Al día siguiente, en su nueva escuela, Lina tiene un choque con Avery, la competitiva capitana de los Jaguars, triunfadores del anterior campeonato Spirit, además de enamorarse de Evan, el hermano de Avery. Con la ayuda de Sky y sus amigas, Gloria y Tryvonetta, Lina decide crear un nuevo equipo de porristas y demostrar quién es el mejor.

## Elenco
- Christina Milian: Catalina "Lina" Cruz
- Rachele Brooke Smith: Avery Whitbourne
- Cody Longo: Evan Whitbourne
- Laura Cerón: Isabel Cruz
- Nikki SooHoo: Christina
- Gabrielle Dennis: Treyvonetta
- David Starzyk: Henry
- Holland Roden: Sky
- Vanessa Born: Gloria
- Meagan Holder: Kayla
- Brandon Gonzales: Victor

## Banda sonora
- 1. Lean Like A Cholo - Down
- 2. Rock Like Us - Kottonmouth Kings
- 3. Turn The Light Out - Mark McLaughin
- 4. Ya Mama Ya Mama - Alabina featuring Ishtar and Los Ninos de la Sara
- 5. Whine Up - Kat DeLuna featuring Elephant Man
- 6. Burn - Misty
- 7. Hyphyton - Freddy Chingaz, Mr. Kee, Trucho G, G-Brotherz
- 8. Footworkin' - Keke Palmer
- 9. I'm A Control Freak - Mia Falls
- 10. Popular - The Veronicas
- 11. The Whistle Song - DJ Aligator
- 12. Fuerte Fuerte - L.A. Rouge
- 13. La Negrita - Latin Soul Syndicate
- 14. Dale - L.A. Rouge
- 15. Corazón (You're Not Alone) - Prima J
- 16. Candy Swirl - Montana Tucker
- 17. Happy - Secrets in Stereo
- 18. Lift Off - Rachel Suter
- 19. Famous - Misty
- 20. Jamba - Anjulie
- 21. Just Dance - Lady GaGa
- 22. Boy Hunter - Skye Sweetnam Featuring Ak'Sent
- 23. Tonight - Secrets in Stereo
- 24. Latinos Go Dumb - Freddy Chingaz, Mr. Kee, Jimmy Roses
- 25. You Got It - Cheryl Yie Featuring Makena
- 26. It's On - Superchick
- 27. Whoa Oh! (Me vs. Everyone) - Forever The Sickest Kids
- 28. I Need You Around - LGA
- 29. Pull You In - Natalie Poole
- 30. R U Ready - Club Ibiza
- 31. Drop It Hot - Misty
- 32. We Are The Dream Team - Daniel Curtis Lee
- 33. Party People - Altar featuring Jeanie Tracy
- 34. Boom - L.A. Rouge
- 35. Oh Oh Here We Go - Mayra
- 36. Fashionista - Jimmy James
- 37. I Gotta Get To You - Christina Milian